# Fred Chaffart
Ferdinand (Fred) Chaffart (Deurne, 5 februari 1936 - Tienen, 22 februari 2010) was een Belgisch bedrijfsleider, bankier en bestuurder.

## Levensloop

### Carrière
Fred Chaffart studeerde handels- en consulaire wetenschappen aan de Rijkshandelshogeschool in Antwerpen en volgde een Senior Executive Program aan de Stanford-universiteit in de Verenigde Staten.
Hij startte zijn loopbaan bij het ouderlijk bedrijf, een verfhandel. Nadien gin hij aan de slag als brand manager bij Procter & Gamble en commercieel directeur van de bank Ippa (AXA). In 1979 maakte hij de overstap naar Tiense Suiker, waar hij CEO werd. In 1989 werd het Tiense bedrijf verkocht en werd Chaffart CEO van cementgroep CBR. In 1992 werd hij in opvolging van Paul-Emmanuel Janssen voorzitter van het directiecomité van de Generale Bank. In 1998 was Chaffart voorstander voor het samengaan van de Generale Bank met ABN AMRO. Hoofdaandeelhouder Suez koos echter voor een overname door Fortis, waarop Chaffart en het directiecomité opstapten. 
Tijdens de dioxinecrisis in 1999 werd hij door de regering-Dehaene II aangesteld als "dioxinecommissaris".
Chaffart was het meest bekend door zijn functie als laatste voorzitter van de luchtvaartmaatschappij Sabena, dat reeds eerder noodlijdend was. Hij werd in april 2001 voorzitter van Sabena in opvolging van Valère Croes en in november 2001 moest hij het faillissement aankondigen.
Daarnaast vervulde hij bestuursfuncties bij beeldverwerkingsgroep Gevaert, technologiebedrijf Icos Visions Systems, mineraalwaterproducent Spadel, het Fonds voor Wetenschappelijk Onderzoek - Vlaanderen en het Heilig Hartziekenhuis in Tienen. Hij was tevens voorzitter van de Universiteit Antwerpen Management School en bouwbedrijf CFE en vicevoorzitter van de Vlaamse Uitgeversmaatschappij (Corelio). Van 2000 tot 2005 was Chaffart ook voorzitter van de Europese Liga voor Economische Samenwerking.

### Eerbetoon
In zijn woonplaats Tienen werd een straat naam hem vernoemd.